# Nyons (AOC)
Pour l’article homonyme, voir Nyons.
Le nyons, ou côtes-du-rhône-villages Nyons, est un vin rouge produit sur les communes de Mirabel-aux-Baronnies, Nyons, Piégon et Venterol, dans le département de la Drôme.
Il s'agit de la dernière des 21 dénomination géographique complémentaire au sein de l'appellation d'origine contrôlée côtes-du-rhône-villages.

## Histoire
Obtenue fin 2020, après vingt-deux ans d’études du dossier par l’INAO, l’appellation Côtes du Rhône Villages Nyons a été officiellement lancée le 25 juillet 2021.

## Situation géographique
Située en périphérie de Nyons, sur la marge septentrionale des Côtes du Rhône méridionales, cette nouvelle dénomination s’étend sur 554 ha, dont 345 ha plantés. Cela classe l’appellation Côtes du Rhône Villages Nyons au premier rang des dénominations Côtes du Rhône Villages de la Drôme.

### Géologie
Le terroir bénéficie de sols caillouteux et argilo-calcaires, formés de galets ou de fragments de roches. Trois parties le composent principalement :
- Le massif des Baronnies, issu de l’érosion des roches calcaires du crétacé durant la dernière glaciation.
- Les coteaux vallonnés, qui trouvent leurs origines dans le comblement des canyons et des vallées du système hydrographique pré-rhodanien, issu du Miocène terminal.
- Les plateaux arasés composés de terrasses anciennes, façonnés par différents systèmes hydrographiques, tel celui de la Sauve durant la période du Riss, il y a 110 000 ans.

### Climat
Situé sur la marge la plus au nord des Côtes du Rhône méridionales, le terroir présente une pluviométrie plus élevée que dans la zone centrale de l’appellation. Les précipitations y sont stables (un peu en dessous des 800 mm, elles se répartissent sur deux grandes périodes, au printemps et en automne. La saison sèche s’allonge alors.
Sa singularité s’avère être son microclimat, qui constitue un atout exceptionnel :
- le Pontias, un vent local qui souffle la nuit et empêche les rosées matinales de se former, protégeant les grappes des maladies fongiques ;
- deux grandes périodes de pluie : avril-mai et septembre-novembre ;
- la forte amplitude thermique entre le jour et la nuit, qui est de 13 °C durant la période végétative de la vigne, et s’amplifie en été (14 °C en juillet).

## Vignoble

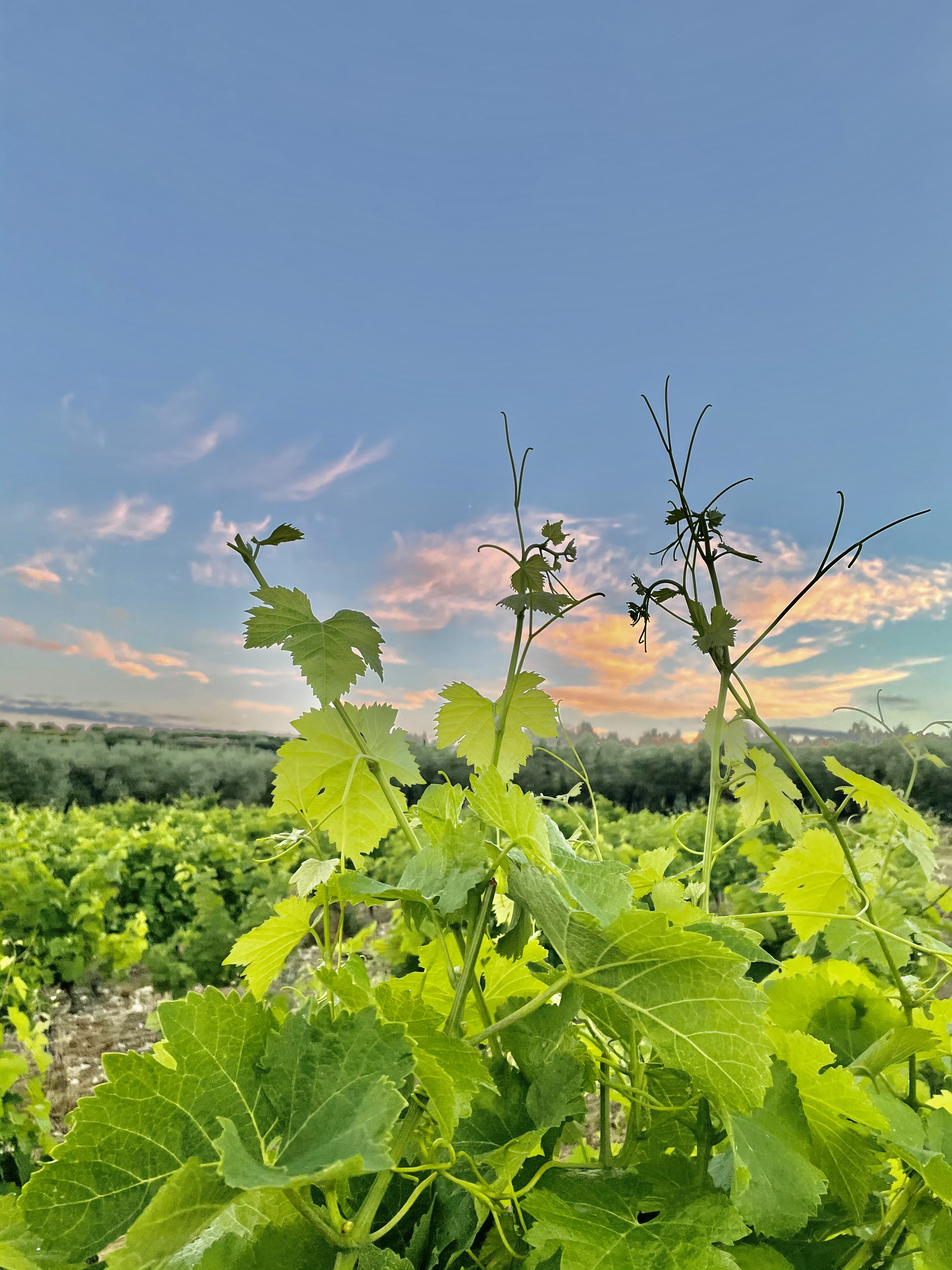
Vignes à Venterol, à l'aube.

### Présentation
Le vignoble s'étend sur les communes de Mirabel-aux-Baronnies, Nyons, Piégon et Venterol.

### Encépagement
L’appellation ne produisant que des vins rouges, l’encépagement du vignoble est dominé par le grenache N (66 %), complété par de la syrah N (30 %), du mourvèdre N et du carignan N se partagent les 4 %.

### Terroir et vins
Sur ce terroir de 554 hectares, dont 345 hectares plantés, les colluvions issus de l’érosion des coteaux, ainsi que l’amplitude thermique importante permettent aux vins de conserver du fruit, de la fraîcheur, et caractérisent leur typicité.

### Structure des exploitations
Soixante-dix vignerons travaillent dans l’appellation. Il y a deux caves indépendantes et trois caves coopératives.

### Type de vins et gastronomie
Intenses et complexes, les vins Côtes du Rhône Villages Nyons sont des vins structurés d'une grande finesse, équilibrés. En bouche, ces vins possèdent une longue persistance aromatique et une rondeur délicate à relever en fin de dégustation. À l’agitation, ils présentent un nez tout en fruits rouges (fraise, cerise) et baies noires (cassis, mûre), avec des notes fumées, grillées et d’épices.
Dits « généreux », les vins rouges se marient idéalement avec les gibiers, la daube provençale, tous les légumes farcis, des préparations à la truffe. Ils peuvent aussi accompagner les salades gourmandes, les abats (foies de veau, rognons, ris de veau), le magret de canard, le veau, le rôti de porc, le navarin d’agneau ou encore les fromages à pâte dure et mi-dure.

## Principaux producteurs de l'appellation
- Vignolis - Coopérative du Nyonsais, Nyons
- La Comtadine, Puyméras
- La Vinsobraise, Vinsobres
- Domaine du Chêne Vert, Mirabel-aux-Baronnies
- Domaine Giniès, Piégon

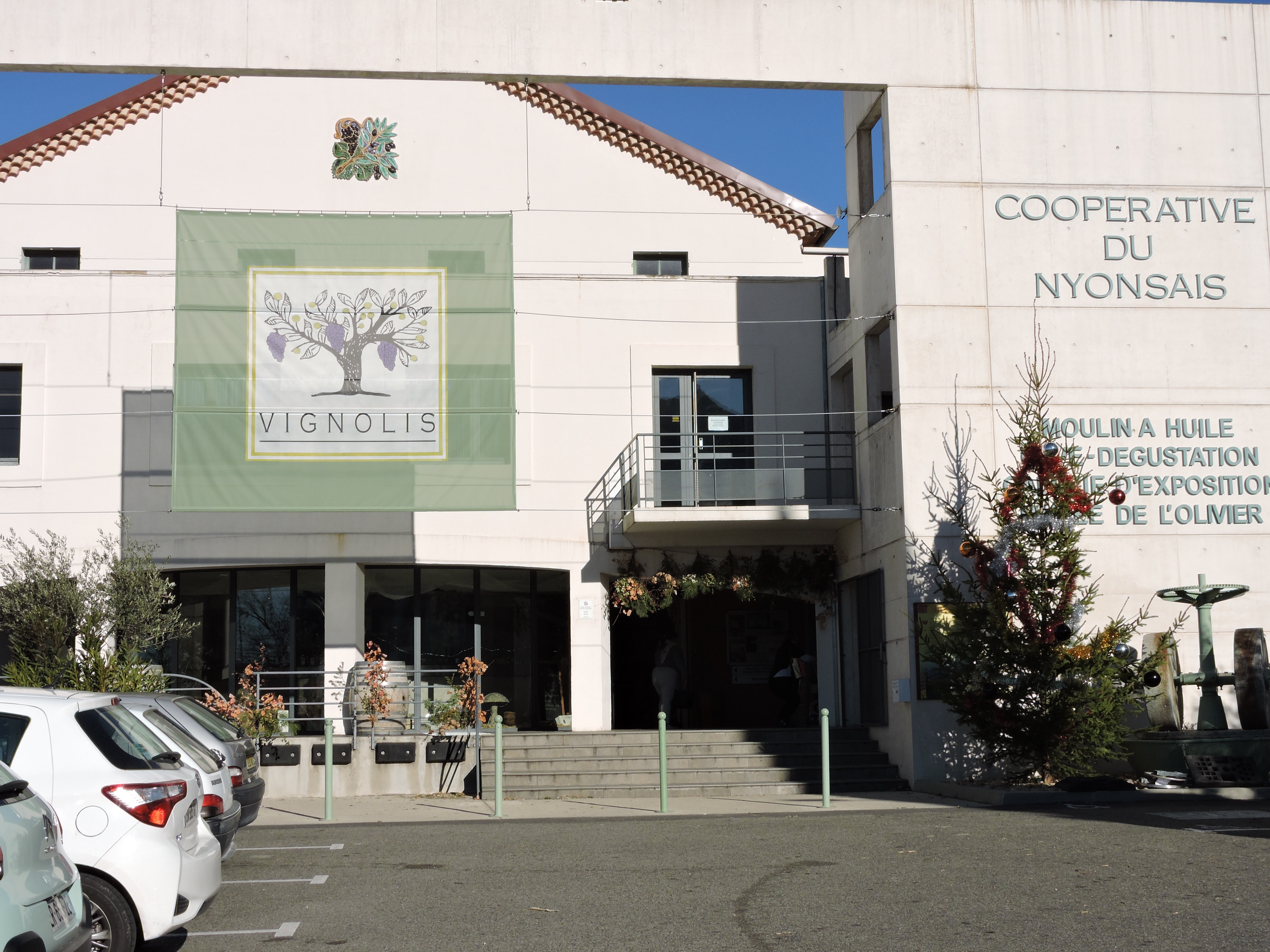
Entrée de la Coopérative du Nyonsais-Vignolis.
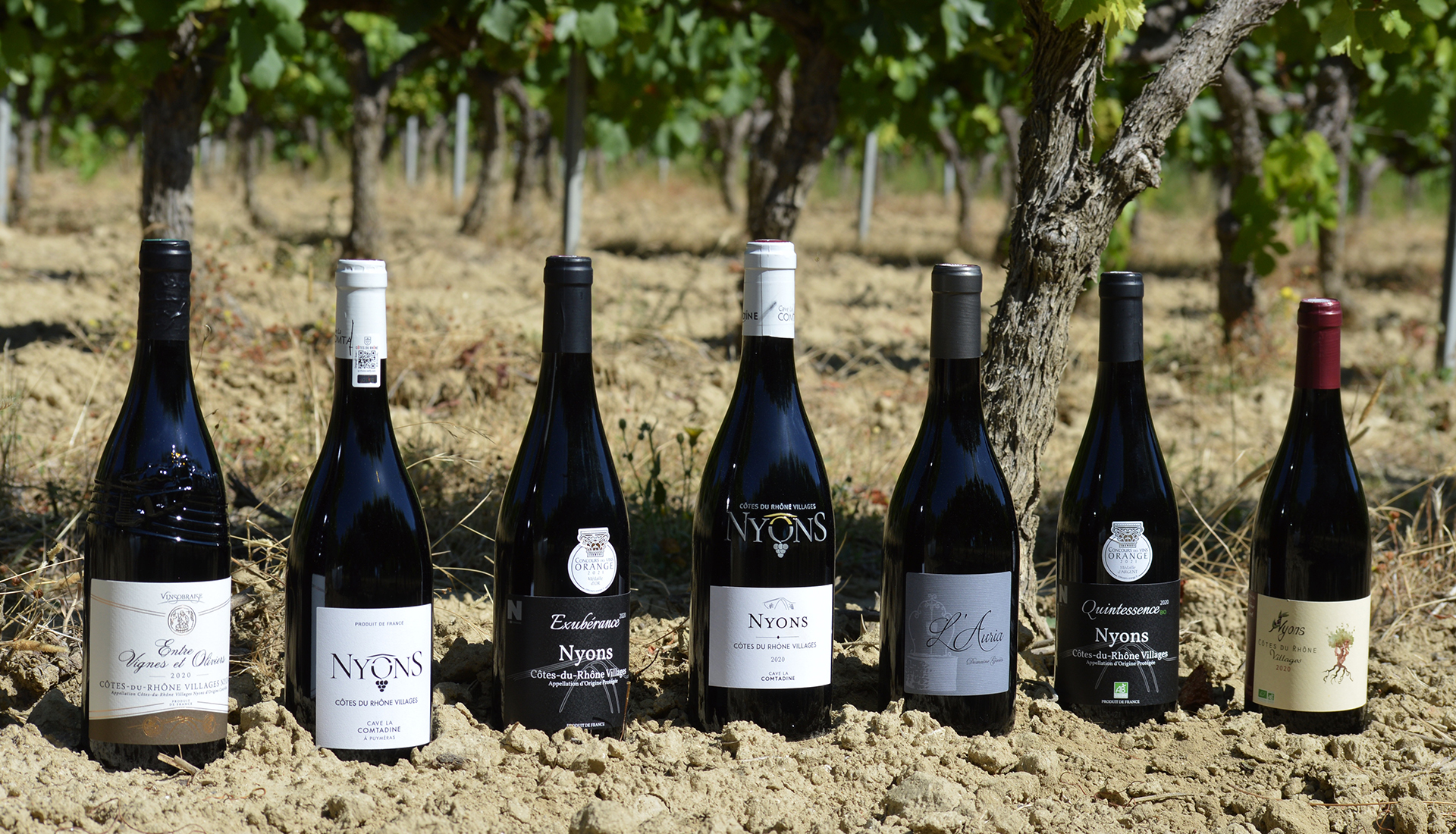
Toutes les bouteilles des cuvées 2020 des Côtes du Rhône Villages Nyons.
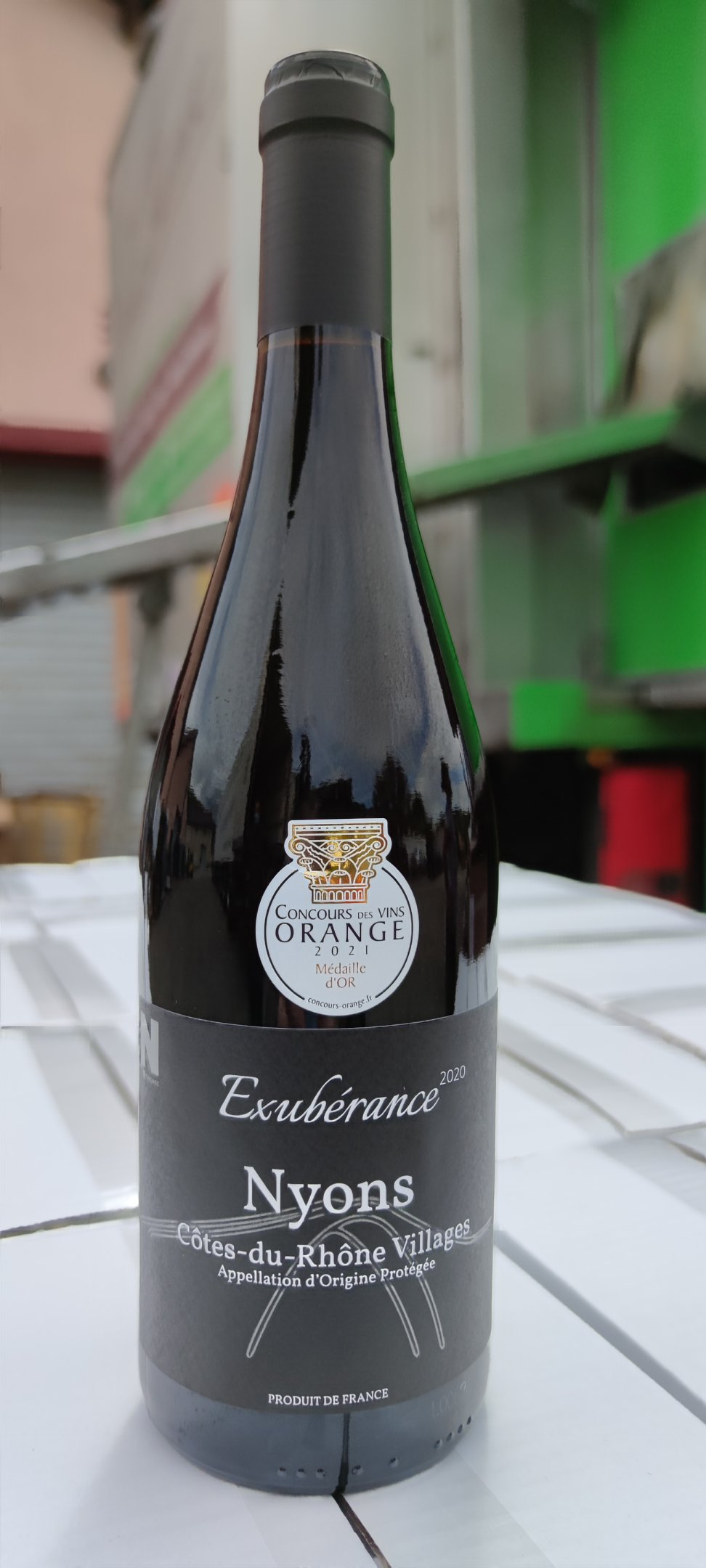
Cuvée Exubérance de la cave Vignolis.

## Place parmi les côtes-du-rhône villages
| Dénominations              | Surface et production | Surface et production | Communes ayant droit à une des dénominations géographiques                            |
| Dénominations              | hectares              | hectolitres           | Communes ayant droit à une des dénominations géographiques                            |
| -------------------------- | --------------------- | --------------------- | ------------------------------------------------------------------------------------- |
| Cairanne                   | 760                   | 24 540                | Cairanne                                                                              |
| Chusclan                   | 259                   | 9 576                 | Chusclan, Orsan, Bagnols-sur-Cèze, Codolet, Saint-Étienne-des-Sorts                   |
| Laudun                     | 298                   | 11 315                | Laudun, Saint-Victor-la-Coste, Tresques                                               |
| Massif-d'uchaux            | 178                   | 5 830                 | Lagarde-Paréol, Mondragon, Piolenc, Uchaux et une partie de Sérignan-du-Comtat        |
| Nyons                      | 345                   | 2 549                 | Mirabel-aux-Baronnies, Nyons, Piégon, Venterol                                        |
| Plan-de-dieu               | 367                   | 2 851                 | Camaret-sur-Aigues, Jonquières, Travaillan, Violès                                    |
| Puyméras                   | 81                    | 3 243                 | Mérindol-les-Oliviers, Mollans-sur-Ouvèze, Faucon, Saint-Romain-en-Viennois, Puyméras |
| Roaix                      | 96                    | 3 176                 | Roaix                                                                                 |
| Rochegude                  | 135                   | 4 462                 | Rochegude                                                                             |
| Rousset-les-vignes         | 52                    | 2 041                 | Rousset-les-Vignes                                                                    |
| Sablet                     | 230                   | 8 163                 | Sablet                                                                                |
| Saint-gervais              | 137                   | 5 019                 | Saint-Gervais                                                                         |
| Saint-maurice-sur-eygues   | 136                   | 4 982                 | Saint-Maurice-sur-Eygues                                                              |
| Saint-pantaléon-les-vignes | 61                    | 2 037                 | Saint-Pantaléon-les-Vignes                                                            |
| Séguret                    | 268                   | 9 176                 | Séguret                                                                               |
| Signargues                 | 600                   | 18 000                | Domazan, Estézargues, Rochefort-du-Gard, Saze                                         |
| Valréas                    | 479                   | 16 883                | Valréas                                                                               |
| Visan                      | 419                   | 14 510                | Visan                                                                                 |